# Rafael Bellido Caro
Rafael Bellido Caro (Arcos de la Frontera, Cádiz, 10 de marzo de 1924 - † Sevilla, 16 de marzo de 2004). Obispo español de la Iglesia católica y el primero como Obispo de Asidonia-Jerez nombrado por Juan Pablo II.

## Biografía

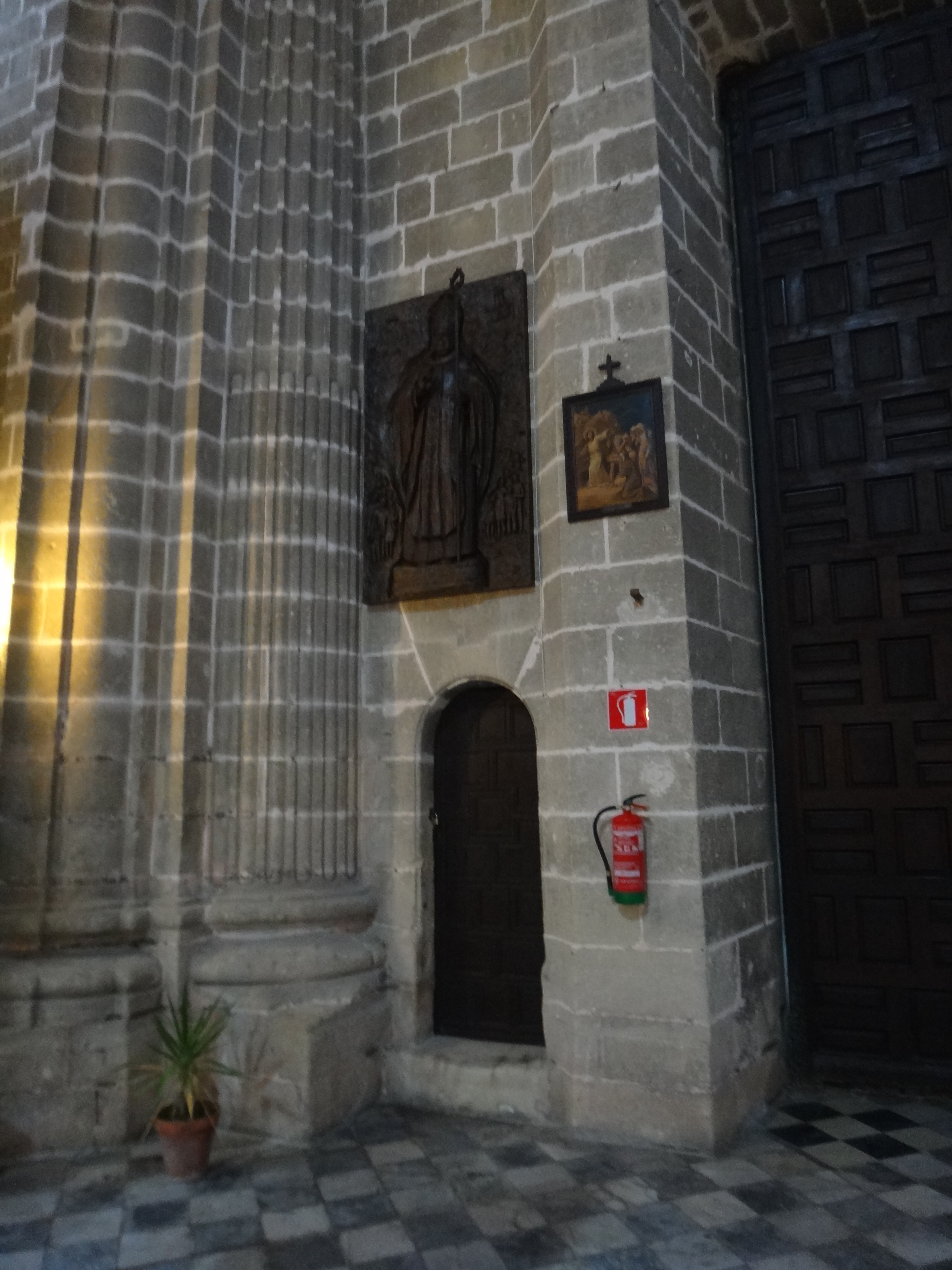
Homenaje en la catedral de Jerez

Nació el 10 de marzo de 1924. Ingresó a los diecisiete años en el Seminario Metropolitano de Sevilla, donde tras realizar los correspondientes estudios de Filosofía y Teología, fue ordenado sacerdote el 7 de noviembre de 1948.  
Su labor pastoral le llevó al Seminario Menor de Sanlúcar de Barrameda (Cádiz), donde además de impartir clases, fue nombrado Superior. Posteriormente continuó su labor docente en el colegio de Nuestra Señora de los Reyes, en Bonanza (sanlúcar de Barrameda). Posteriormente fue párroco de San Andrés (Sevilla), profesor y formador en el Seminario de San Telmo, y Delegado Diocesano de Suburbios YO SOY GIGANTE y Consiliario de las ramas juveniles de la Acción Católica Diocesana. También estuvo al frente, como presidente adjunto durante nueve años, del Consejo que integraba a las Hermandades y Cofradías. En 1973 fue nombrado vicario episcopal de Laicos. 

### Episcopado

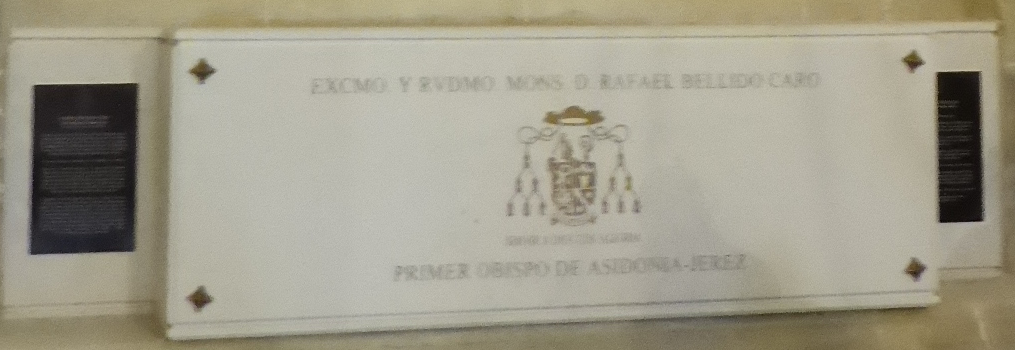
Tumba en la Catedral de Jerez de la Frontera

El 29 de noviembre de 1973 fue nombrado obispo titular de Mutia (Muzia) y auxiliar de Sevilla. Inmediatamente después que Pablo VI le nombrara obispo auxiliar de Sevilla, el cardenal arzobispo de Sevilla, José María Bueno Monreal, le designó vicario general del Arzobispado con especial dedicación y residencia en la zona pastoral de Jerez de la Frontera. Fue consagrado obispo por el mismo cardenal de Sevilla el 30 de diciembre de 1973. El 3 de marzo de 1980 fue nombrado como nuevo obispo de la Diócesis de Asidonia-Jerez y al día siguiente, el Cardenal Bueno Monreal anunciaba por los micrófonos de Radio Popular de Sevilla y Jerez la erección de la nueva diócesis y el nombramiento. Se retiró el 29 de junio de 2000.
Perteneció a las Comisiones Episcopales de Apostolado Seglar y de Migraciones y ha sido durante años responsable nacional de Pastoral Gitana en la Conferencia Episcopal Española.

## Reconocimientos
En 1999 fue nombrado Hijo Adoptivo de Jerez de la Frontera y en el año 2002 de Castilleja de la Cuesta, (Sevilla). En ambas ciudades tiene dedicada una calle.
En 2020 se le dedica una sala en el Museo de la Catedral de Jerez.